# Velden (Venlo)
Velden ist ein Dorf in der niederländischen Stadt Venlo in der Provinz Limburg.

## Lage
Velden liegt an der Maas etwa 5 km nördlich des Zentrums von Venlo am Rijksstraatweg N 271. Zur deutschen Grenze im Osten sind es 2 km. Die Auffahrt zur Europastraße 34 befindet sich 2 km im Süden des Ortes.

## Geschichte

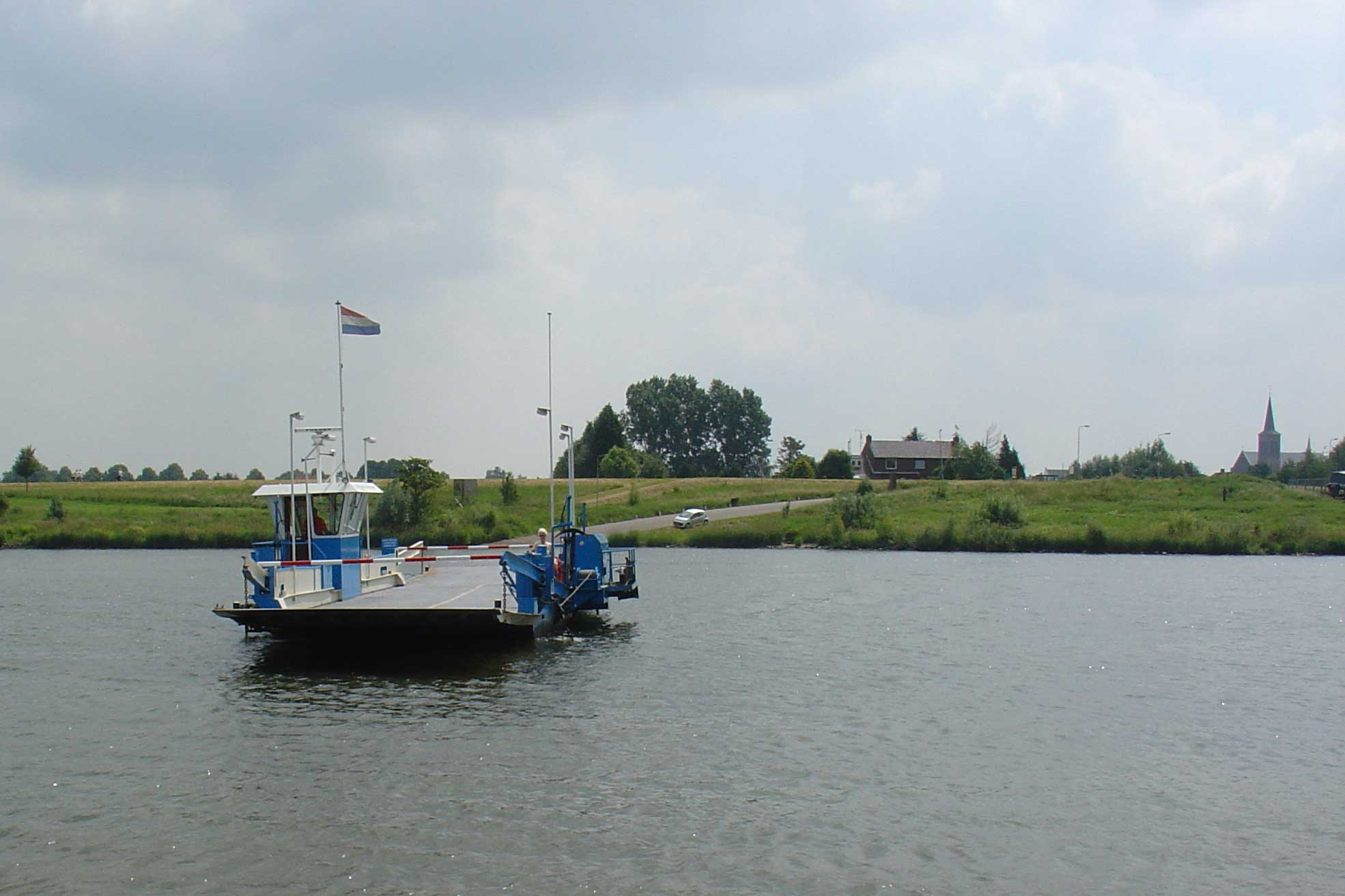
Fähre über die Maas nach Grubbenvorst

Während des spanischen Erbfolgekrieges wurde auch Velden von preußischen Truppen besetzt und so bis 1814 Teil des preußischen Gelderlandes. Dann fiel es an das Königreich der Niederlande, das die Grenze nach Deutschland durch die Distanz eines Kanonenschusses vom Ufer der Maas aus nach Osten festlegte. Im Friedensvertrag von London im Jahre 1839 wurden die Grenzen festgelegt und die gesamte Fläche ging im Jahr 1866 zu den Niederlanden. Bis 1. Januar 2010 gehörte Velden zur ehemaligen Gemeinde Arcen en Velden.

## Infrastruktur
In Velden existiert eine Maas-Fähre zum anderen Ufer nach Grubbenvorst, die auch für Autofahrer und Radfahrer nutzbar ist.  Der Fernwanderweg Pieterpad geht durch den Ort. Velden wurde 1999 mit zwei anderen Orten zum grünsten Dorf der Niederlande gewählt.

## Persönlichkeiten
- Ger Koopmans (* 1962), niederländischer Politiker
- Audrey Jacobs (* 2004), Hammerwerferin